# Renaud Barral
Renaud Barral (10 maggio 1998) è un nuotatore artistico belga.

## Palmarès

### Coppa del Mondo
- 1 podio:
  - 1 terzo posto